# Tina Kjellson
Konstantia Vilhelmina Kjellson, känd som Tina Kjellson, ogift Svensson, född 4 september 1893 i Kärna församling, Östergötlands län, död 4 november 1984 i Danderyds församling, Stockholms län, var en svensk bågskytt.
Hon tillhörde det svenska damlaget vid bågskytte-VM 1939, ett lag som vann i kortdistans och blev trea i långdistans. Året efter vann de SM.
Tina Kjellson var dotter till Karl Teodor Svensson, arrendator i Södra Torp, Vreta kloster, och Karolina Vilhelmina Andersson. Hon var från 1918 gift med flygingenjören Henry Kjellson (1891–1962) som också var en framgångsrik bågskytt. Deras son var skådespelaren Ingvar Kjellson (1923–2014). Familjen tillhörde släkten Kjellson från Östergötland.